# Stuart Skinner
Stuart Skinner (Edmonton, Alberta, 1 de noviembre de 1998) es un jugador profesional canadiense de hockey sobre hielo que se desempeña en la posición de guardameta en Edmonton Oilers, equipo de la National Hockey League (NHL).

## Carrera
Fue seleccionado en la tercera ronda en la NHL Entry Draft de 2017. En 2020 hizo su debut profesional con el equipo Edmonton Oilers, donde lleva jugando cuatro temporadas.